# Squamopleura miles
Squamopleura miles är en blötdjursart som först beskrevs av Carpenter in Pilsbry 1893.  Squamopleura miles ingår i släktet Squamopleura och familjen Chitonidae. Inga underarter finns listade i Catalogue of Life.